# Big Brother Brasil 19
Big Brother Brasil 19 foi a décima nona temporada do reality show brasileiro Big Brother Brasil, exibida pela TV Globo entre 15 de janeiro e 12 de abril de 2019, com 88 dias de confinamento, tendo sua final exibida pela primeira e única vez em uma sexta-feira. Foi apresentado por Tiago Leifert e teve direção geral de Rodrigo Dourado.
No nono Paredão da edição, foi constatada a maior votação do programa até então, com exatos 202.406.432 votos na disputa entre as participantes Carolina Peixinho, Elana Valenária e Paula von Sperling, superando a final do Big Brother Brasil 10, que anteriormente detinha o recorde. O recorde permaneceu até o sexto Paredão do Big Brother Brasil 20, no qual foi registrado 416.649.126 de votos, que por sua vez foi superado pelo décimo Paredão da mesma edição.
A edição terminou com a vitória da bacharel em Direito Paula von Sperling, que recebeu 61,09% dos votos, e faturou o prêmio máximo de R$ 1,5 milhão sem desconto de impostos, e um carro Fiat Argo. Essa edição tinha a pior audiência da história do programa (terminando com média geral de 20,0 pontos) até ser superada pelo Big Brother Brasil 23 (18,8 pontos) e, posteriormente, pelo Big Brother Brasil 25 (16,1 pontos).

## Exibição
O programa foi exibido diariamente pela rede de televisão aberta TV Globo e pelo canal fechado Multishow, tendo nesse último a exibição de flashes ao vivo de trinta minutos após o encerramento da transmissão pela televisão aberta. A transmissão também foi realizada em pay-per-view (PPV), com dez câmeras vinte e quatro horas por dia, em várias operadoras de televisão por assinatura. Pela internet, foi exibido pelo Globosat Play para os assinantes do PPV e na Globo Play, para os assinantes da Globo.com.

## O Jogo

### Seleção dos participantes
As inscrições online para as seletivas regionais e nacional puderam ser feitas a partir do dia 27 de março de 2018. As seletivas regionais foram realizadas em doze cidades brasileiras, incluindo pela primeira vez os municípios de Ribeirão Preto, Rio Branco e São Luís.
| Data                        | Cidade         |
| --------------------------- | -------------- |
| 12 de junho de 2018         | Goiânia        |
| 14 de junho de 2018         | Rio Branco     |
| 24 de julho de 2018         | Manaus         |
| 14 de agosto de 2018ㅤ      | São Luís       |
| 16 de agosto de 2018        | Maceió         |
| 28 e 29 de agosto de 2018   | Rio de Janeiro |
| 18 de setembro de 2018      | Curitiba       |
| 20 de setembro de 2018      | Porto Alegre   |
| 23 de outubro de 2018ㅤ     | Belo Horizonte |
| 25 de outubro de 2018       | Salvador       |
| 13 de novembro de 2018      | Ribeirão Preto |
| 15 e 16 de novembro de 2018 | São Paulo      |

### A Casa
A decoração da casa foi inspirada em um artista excêntrico. Os ambientes possuíam uma decoração moderna, com cores fortes e grafismos. Objetos de arte e peças assinadas foram escolhidos através de uma curadoria feita pela equipe de produção de arte do programa, bem como esculturas e móveis que ornamentaram todos os ambientes. Na sala, havia uma espécie de estante com os bustos dos dezessete participantes em formato 3D, que eram iluminados de acordo com o status do participante. O sofá era verde escuro e possuía uma luminária em formato de cavalo, enquanto no confessionário havia espelhos retrôs e uma poltrona invertida.
O quarto Ouro, que ficava próximo ao confessionário, tinha um ambiente com as cores dourado e azul nas paredes de veludo. Já o quarto Diamante, que ficava próximo à cozinha, mesclava roxo, rosa e laranja nas paredes e roupas de cama, além de ter banheiro próprio e mais camas do que o outro. O banheiro da casa, com piso geométrico e um detalhe de vidro, possuía pias e torneiras longilíneas. O quarto do Líder, que possuía o marrom, azul e dourado como cores predominantes, ficou mais espaçoso comparado à edição anterior, e recebeu uma nova disposição dos móveis, além de um lounge, com sofá, poltrona e um tabuleiro com as figuras dos participantes para organizar as estratégias do jogo.
Na cozinha, as cores predominantes eram o dourado, o vermelho, o rosa e o cinza. A mesa, com assentos em veludo e cadeiras com encostos que passavam da cabeça, era de mármore e os utensílios eram nas cores bronze e dourado. Em frente às duas geladeiras, havia um painel que mostrava a quantidade de estalecas de cada participante e o consumo de água da casa. 
A área externa, que ganhou uma área para integração dos jogadores e plantas submersas na piscina aquecida, contou com elementos geométricos, que iam desde objetos decorativos até detalhes nas paredes e espelhos da casa, além de poltronas, balanço e espreguiçadeiras coloridas.

### Controle de estalecas e consumo de água
A circulação das estalecas, moeda do programa, sofreu mudanças nesta edição. Os jogadores passaram a receber uma "semanada", que se refere a um determinado valor em estalecas, para fazerem as compras individualmente. Os itens comprados eram para o consumo de todos, porém o participante poderia guardá-los para consumo próprio. Para o controle das estalecas, foi instalado na cozinha um grande painel eletrônico que era atualizado com os saldos individuais dos participantes e o total da casa. Se houvesse punição individual ou coletiva, os valores eram reduzidos. As estalecas tinham uma cotação diária e se os participantes ficassem abaixo do nível mínimo do somatório de estalecas, toda a casa, incluindo o Líder, estaria punida e no “Tá com Nada” – restringindo a dieta a arroz, feijão, uma proteína e uma sobremesa, como ocorrido em edições anteriores. Desta forma, não haveria mais a prova da comida, visto que todos os participantes ficariam no “Tá com Tudo” ou no “Tá com Nada”, dependendo do número total de estalecas da casa.
O controle quanto ao uso da água da casa também passou a ser mais rigoroso. No painel eletrônico da cozinha, foi possível verificar o controle do consumo de água para que o público e os jogadores pudessem acompanhar. Ao chegar no limite indicado, os participantes poderiam ser punidos com a suspensão da água e com a perda de 500 estalecas de cada participante.

### Super Paredão
Em 15 de janeiro de 2019, na estreia do programa, foi anunciado que a primeira semana do jogo teria quatorze participantes em um "Super Paredão", sendo a maior berlinda da história do programa. Com a dinâmica, não houve prova do Líder e do Anjo na primeira semana. Foram realizadas duas provas de imunidade, das quais três participantes se salvaram do “Super Paredão”. Os quatorze participantes restantes foram automaticamente indicados ao Paredão, no qual o menos votado pelo público para continuar na casa foi eliminado.
A primeira prova de imunidade foi realizada logo na entrada dos participantes, na qual foram separados em duplas de acordo com um sorteio, e tiveram que atravessar um labirinto com vários obstáculos para chegar à casa. Devido ao número ímpar de participantes, Rízia formou um trio com Elana e Hana. Rodrigo e Vinicius foram a primeira dupla a concluir a prova, no entanto, uma revisão posterior constatou uma falha, dando a imunidade à dupla que chegou em segundo lugar, Danrley e Gustavo. A segunda prova, de resistência, foi iniciada no dia seguinte, garantindo à vencedora, Paula, a última imunidade da semana.
Sendo assim, Alan, Carolina, Diego, Elana, Gabriela, Hana, Hariany, Isabella, Maycon, Rízia, Rodrigo, Tereza, Vanderson e Vinicius foram automaticamente indicados ao Paredão. Vinicius recebeu a menor porcentagem entre os participantes, 3,73% dos votos para continuar no jogo, e acabou sendo eliminado.

### Quarto dos 7 Desafios
Em 20 de janeiro de 2019, foi anunciado que haveria uma votação surpresa no mesmo dia, na qual os participantes deveriam votar em quem gostariam de ver fora da casa. Os três mais votados pela casa enfrentaram o Quarto dos 7 Desafios, onde ficaram confinados por dois dias disputando sete desafios, que, se cumpridos, dariam o Poder do Não aos três participantes na prova do Líder da segunda semana; caso contrário, os três seriam automaticamente vetados da prova.
Hana, Hariany e Paula foram as três participantes mais votadas pela casa, e ingressaram no Quarto dos 7 Desafios na manhã de 21 de janeiro de 2019. No dia 22 de janeiro de 2019, Hana, Hariany e Paula cumpriram o sétimo desafio e, com isso, puderam participar da primeira prova do Líder, além de ganharem o Poder do Não, vetando da prova três participantes: Carolina, Rodrigo e Tereza.

### Falso Paredão
Em 28 de fevereiro de 2019, foi anunciado que haveria um Paredão falso na sétima semana de confinamento, não havendo eliminação nessa semana. Os participantes formaram o Paredão falso ao vivo, no domingo, com indicação por meio de um sorteio na urna soberana, além da indicação do Líder e votação da casa. O público, em vez de votar para eliminar, votou para imunizar, e na terça-feira a mais votada pelo público e falsa eliminada (Gabriela) foi conduzida à despensa da casa, retornando com imunidade na votação seguinte e com o direito de participar da sétima prova do Líder.

### Família no BBB
Em 7 de março de 2019, os familiares dos dez participantes remanescentes entraram na casa. Foram eles: Danielle (amiga de Alan), Clarisse (irmã de Carolina), Mayara (irmã de Danrley), Lindomar (mãe de Elana), Nathalia (irmã de Gabriela), Maria Cristina (mãe de Hariany), Mônica (irmã de Paula), Raíssa (irmã de Rízia), Vera (mãe de Rodrigo) e David (filho de Tereza). Eles não tiveram comunicação por voz ou contatos físicos e visuais com os brothers, que foram levados ao segundo andar da casa. Os familiares deixaram o confinamento na tarde do mesmo dia, mas retornaram à noite para a prova do Líder, na qual apenas a vencedora (Rízia) ganhou o prêmio especial de poder ver e se comunicar com seu familiar por 30 segundos. Após a prova, os familiares deixaram definitivamente a casa.

### Paredão Quádruplo
Em 7 de março de 2019, foi anunciado que haveria um Paredão quádruplo na oitava semana de confinamento. Os participantes formaram um Paredão quádruplo ao vivo, no domingo, com indicação por meio do Big Fone, além da indicação do Líder e dos dois mais votados pela casa. Na terça-feira, os dois menos votados pelo público para continuarem na casa, então, disputaram a permanência através de uma votação entre os participantes, na qual o mais votado pela casa foi eliminado. Os únicos que não puderam votar foram os dois candidatos à eliminação. Se houvesse empate na votação da casa, o critério de desempate seria o índice de votos do público no Paredão quádruplo. Essa foi a primeira vez na história do programa em que uma eliminação teve que ser decidida pelos próprios participantes, sem a intervenção direta do público.
Com a dinâmica, não houve prova do Anjo na oitava semana. Por isso, apenas a vencedora da prova do Líder anterior (Paula), a imunizada pelo Paredão falso (Gabriela) e a Líder da semana (Rízia) estiveram imunes ao Paredão.
O Paredão foi formado por Carolina (indicada por Danrley, que atendeu ao Big Fone), Tereza (indicada pela Líder Rízia), Hariany e Alan (os dois mais votados pela casa). Após o encerramento da votação, Carolina e Alan foram salvos do Paredão por terem sido os dois mais votados pelo público para continuarem no jogo, enquanto Hariany e Tereza não foram salvas pelo público, restando como alternativas para a votação da casa. Tereza foi eliminada, após receber 5 de 8 votos dos demais participantes, e Hariany permaneceu no programa.

### Intercâmbio cultural
Em 14 de março de 2019, foi anunciado que a edição faria um intercâmbio cultural com o reality show Grande Fratello Italia 15, da Itália, realizado em 2018. No mesmo dia, o site oficial do programa comunicou que o vencedor daquela edição, Alberto Mezzetti, viria ao Brasil. O modelo e empresário italiano, de 34 anos, entrou na casa do BBB19 na tarde do dia 15 de março de 2019 e permaneceu até a tarde do dia 21 de março de 2019. Esta foi a quinta vez que o programa recebeu a visita de um participante de uma edição estrangeira do Big Brother, após o argentino Pablo Espósito no Big Brother Brasil 7, o angolano Ricardo Venâncio no Big Brother Brasil 9, a espanhola Noemí Merino no Big Brother Brasil 12 e a italiana Elettra Lamborghini no Big Brother Brasil 17.

### Big Boss
O "Big Boss", presente nas primeiras temporadas do programa, retornou nesta edição. Em seis semanas do jogo, votações foram abertas para o público escolher entre duas opções, de acordo com questões que poderiam mexer com a dinâmica do jogo e com os participantes.
| Semana | Pergunta                                                                             | Opções                                                                                                   | Votos  | Escolha do público                                                  |
| ------ | ------------------------------------------------------------------------------------ | --- | ------ | ------------------------------------------------------------------- |
| 2      | "Quem deve perder 500 estalecas?"                                                    | O primeiro a tomar banho em qualquer banheiro, da casa ou do Líder (não vale o chuveiro da área externa) | 48,05% | O primeiro a sentar no balanço suspenso, ao lado do Quarto do Líder |
| 2      | "Quem deve perder 500 estalecas?"                                                    | O primeiro a sentar no balanço suspenso, ao lado do Quarto do Líder                                      | 51,95% | O primeiro a sentar no balanço suspenso, ao lado do Quarto do Líder |
| 3      | "Você quer uma Prova da Comida no domingo, colocando metade da casa no Tá com Nada?" | Sim | 74,26% | Sim                                                                 |
| 3      | "Você quer uma Prova da Comida no domingo, colocando metade da casa no Tá com Nada?" | Não | 25,74% | Sim                                                                 |
| 4      | "Você quer que os brothers fiquem sem academia por uma semana?"                      | Sim | 84,93% | Sim                                                                 |
| 4      | "Você quer que os brothers fiquem sem academia por uma semana?"                      | Não | 15,07% | Sim                                                                 |
| 5      | "Você quer que a votação de domingo seja aberta?"                                    | Sim | 74,24% | Sim                                                                 |
| 5      | "Você quer que a votação de domingo seja aberta?"                                    | Não | 25,76% | Sim                                                                 |
| 6      | "Você quer que os brothers fiquem algemados em dois grupos, por quatro dias?"        | Sim | 79,10% | Sim                                                                 |
| 6      | "Você quer que os brothers fiquem algemados em dois grupos, por quatro dias?"        | Não | 20,90% | Sim                                                                 |
| 9      | "Como deve ser formado o Paredão triplo?"                                            | Big Fone                                                                                                 | 37,83% | Os dois mais votados pela casa                                      |
| 9      | "Como deve ser formado o Paredão triplo?"                                            | Os dois mais votados pela casa                                                                           | 62,17% | Os dois mais votados pela casa                                      |

### Poder do Não
| Semana | Poder do Não          | Total de vetos | Participantes vetados      | Ref.          |
| ------ | --------------------- | -------------- | -------------------------- | ------------- |
| 1      | Prova de Imunidade    | 2              | Danrley e Gustavo          | [ 21 ] [ 54 ] |
| 2      | Hana, Hariany e Paula | 3              | Carolina, Rodrigo e Tereza | [ 27 ] [ 28 ] |
| 4      | Carolina              | 1              | Alan                       | [ 55 ]        |
| 6      | Isabella              | 1              | Alan                       | [ 56 ]        |
| 6      | Danrley e Elana       | 3              | Carolina, Isabella e Paula | [ 57 ]        |
| 9      | Rízia                 | 1              | Rodrigo                    | [ 58 ]        |
| 10     | Gabriela              | 1              | Paula                      | [ 59 ]        |
| 11     | Alan                  | 1              | Hariany                    | [ 60 ]        |

## Controvérsias

### Denúncias de agressão e expulsão de Vanderson
Logo que ocorreram as chamadas dos participantes, Vanderson Brito foi acusado de agressão física e psicológica por uma ex-namorada, Maíra Menezes, através de redes sociais. O caso teria ocorrido 10 anos antes do início da temporada. Posteriormente, outras duas mulheres de Rio Branco, no Acre, o denunciaram por estupro, lesão corporal e importunação sexual na Delegacia Especial de Atendimento à Mulher de Rio Branco, um dia antes de Vanderson entrar no programa.
Com a repercussão diante do caso, o participante, ainda confinado, foi intimado a depor na Delegacia de Atendimento à Mulher de Jacarepaguá na tarde do dia 23 de janeiro de 2019. Como as regras do jogo não permitem que alguém saia temporariamente da casa, Vanderson foi expulso da competição no mesmo dia, e não foi substituído. Em 25 de janeiro de 2019, a denúncia por estupro foi arquivada pela Polícia Civil do Acre, devido à decadência, pois o caso ocorreu em 2016, quando a lei exigia que a vítima denunciasse o agressor em um prazo de seis meses. Já com relação à denúncia de importunação sexual, foi assinado um termo circunstanciado, que foi encaminhado ao Poder Judiciário, sendo mais tarde arquivado pela Polícia Civil do Acre.
Em 19 de março de 2019, a Polícia Civil concluiu o inquérito, que foi encaminhado ao Ministério Público do Estado do Acre (MP-AC) para tomar as devidas providências, e indiciou Vanderson por lesão corporal leve. Em 27 de agosto de 2019, o Tribunal de Justiça do Estado do Acre arquivou o processo de lesão corporal leve durante uma audiência realizada no mesmo dia, devido à falta de provas.

### Apologia a maus-tratos a animais por Maycon
Em 20 de janeiro de 2019, Maycon Santos virou polêmica nas redes sociais após falar com naturalidade sobre ter colado adesivos e colocado uma bombinha no rabo de um gato e questionou se os demais colegas já haviam feito a mesma coisa. Em outra ocasião, Maycon também comentou que perdeu a virgindade com um animal de sua fazenda e que essa seria uma prática frequente. Tais declarações geraram indignação no público (incluindo famosos como a ativista animal Luísa Mell) e entre os próprios participantes dentro da casa.
Após as declarações, o Juizado Especial Criminal de Niterói (Jecrim) solicitou providências à Polícia Civil para que Maycon fosse investigado por apologia a maus-tratos a animais e zoofilia. Em 12 de fevereiro de 2019, o inquérito policial sobre o caso foi aberto na 32ª DP (Taquara) e depois encaminhado ao Ministério Público do Estado do Rio de Janeiro (MP-RJ). Em 15 de abril de 2019, uma audiência preliminar no Juizado Especial Criminal de Jacarepaguá seria realizada, mas acabou sendo adiada para o mês seguinte. Em 7 de maio de 2019, a audiência preliminar ocorreu e deu um prazo de 20 dias para que Maycon se defendesse.
Em 20 de maio de 2019, Maycon foi denunciado pelo Ministério Público do Estado do Rio de Janeiro (MP-RJ) por apologia a maus-tratos aos animais e crime contra a paz pública. A petição foi enviada ao 16º Juizado Especial Criminal do Tribunal de Justiça do Estado do Rio de Janeiro, que iria analisar se receberia o requerimento. Em 4 de junho de 2019, a Justiça do Rio de Janeiro arquivou o inquérito após decisão da juíza envolvida no caso, Cláudia Garcia Couto Mari.

### Denúncias de racismo e intolerância religiosa
Em conversa com Hariany Almeida no dia 6 de fevereiro de 2019, Paula von Sperling deu supostas demonstrações de intolerância religiosa ao comentar sobre as crenças de Rodrigo França: "Eu tenho muito medo do Rodrigo. Ele mexe com esses trecos lá... Ele fala o tempo todo sobre essa coisa de Oxum. Eu tenho medo disso. Nosso Deus é maior". Antes dos comentários, Paula já era alvo de críticas de telespectadores por declarações sobre bullying, cotas, feminismo, homofobia, humor negro e racismo reverso.
Durante a madrugada do dia 10 de fevereiro de 2019, na festa "Gillette Venus", Rodrigo e Gabriela Hebling ouviam a música "Identidade", de Jorge Aragão (considerada um samba que exalta negritude), de mãos dadas e de costas um para o outro. Maycon Santos, ao ver a cena, disse à Diego Wantowsky ter sentido um arrepio ao ouvir aquelas "músicas esquisitas" e que "várias vozes estavam falando comigo dizendo 'não seja como eles'". Na manhã seguinte, Maycon insinuou para Hariany e Paula que a gripe que Isabella Cecchi teve nos últimos dias foi fruto de um "trabalho" de Gabriela.
Em 11 de fevereiro de 2019, a Delegacia de Crimes Raciais e Delitos de Intolerância (Decradi) do Rio de Janeiro abriu inquérito para apurar as declarações feitas por Paula e Maycon durante o confinamento. Em 12 de março de 2019, Paula passou a ser investigada pela polícia por injúria por preconceito baseada em intolerância religiosa, mas foi intimada a depor apenas depois de sair do programa. Em 5 de abril de 2019, três dias após ser eliminado do programa, Rodrigo decidiu levar à frente as acusações e depôs contra Paula na Delegacia de Crimes Raciais e Delitos de Intolerância, no Rio de Janeiro, acusando-a de preconceito contra a cor de sua pele e sua religião de matriz africana.
Em 15 de abril de 2019, após consagrar-se vencedora da edição, Paula prestou depoimento à Delegacia de Crimes Raciais e Delitos de Intolerância, no Rio de Janeiro, por mais de duas horas. Em 18 de abril de 2019, a Delegacia de Crimes Raciais e Delitos de Intolerância (Decradi) concluiu que houve intolerância religiosa por parte de Paula contra Rodrigo e, por isso, ela seria indiciada por injúria por preconceito. Em 24 de abril de 2019, o inquérito policial foi enviado à Justiça para avaliar o caso, onde seria apreciado pelo Ministério Público. Em 16 de outubro de 2019, o Ministério Público do Estado do Rio de Janeiro (MP-RJ) arquivou o inquérito de injúria religiosa.

### Omissão da emissora
A emissora TV Globo foi alvo de críticas por evitar mostrar na edição do programa, exibida em horário nobre, situações e frases preconceituosas protagonizadas pelos participantes e não se preocupar em contextualizar e explicar para o público a gravidade do que foi dito, com tais ações sido minimizadas pelo apresentador Tiago Leifert. A hashtag “#BBBProtegeRacista” entrou para os trending topics do Twitter no dia 31 de janeiro de 2019, como um dos assuntos mais comentados da rede social.
Em nota, a TV Globo informou que não foi notificada do inquérito aberto e que respeita a diversidade. "Não fomos notificados, mas é importante pontuar que a Globo respeita a diversidade, a liberdade de expressão e repudia com veemência qualquer tipo de intolerância e preconceito, em todas as suas formas". No programa de 14 de fevereiro de 2019, o apresentador Tiago Leifert informou que já foram enviados os vídeos com as ofensas para que as autoridades tomem as devidas providências.

### Acusação de assédio
Durante a festa "A Sétima Arte", realizada no dia 27 de fevereiro de 2019, em uma brincadeira de Alan Possamai, Rízia Cerqueira e Rodrigo França, este último, segundo Rízia, teria tentado beijá-la sem seu consentimento, o que causou polêmica nas redes sociais e com as próprias famílias dos participantes. A hashtag “#RíziaMereceRespeito” entrou para os trending topics do Twitter após o incidente, e as famílias de Rízia e Rodrigo manifestaram-se nas redes sociais.
No dia seguinte, em 28 de fevereiro de 2019, o programa exibiu as cenas da festa em detalhes, que mostraram Rízia indo beijar Alan e Rodrigo. No momento, Rodrigo teria colocado a língua e Rízia rejeitou o beijo. Momentos depois, a alagoana foi para dentro da casa tomar banho e contou para Hariany Almeida e Paula von Sperling o que havia acontecido. Quando voltou para a festa, Rodrigo segurou o braço de Rízia, que o afastou. Ainda foi mostrado que Rízia chorou depois da festa com Hariany e Paula, mas não citou Rodrigo. Durante a tarde do mesmo dia, Rízia e Rodrigo conversaram sobre o beijo e ela brincou com a situação. Em sequência da exibição das cenas, o apresentador Tiago Leifert não comentou o caso e deu seguimento à prova do Líder.

### Ataques virtuais e ameaças de morte
Após ter sido indicado ao Paredão por Paula, no dia 31 de março de 2019, os perfis oficiais do participante Rodrigo França receberam uma série de ataques racistas e até ameaças de morte nas redes sociais. Diante disso, a família de Rodrigo decidiu procurar a Justiça e entrar com uma ação. De acordo com o advogado Ricardo Brajterman, as ofensas foram feitas por perfis falsos e não falsos e tais postagens criminosas irão para a Delegacia de Repressão aos Crimes de Informática e, posteriormente, encaminhadas para o Ministério Público para penalizar os responsáveis.

### Briga entre Hariany e Paula e expulsão de Hariany

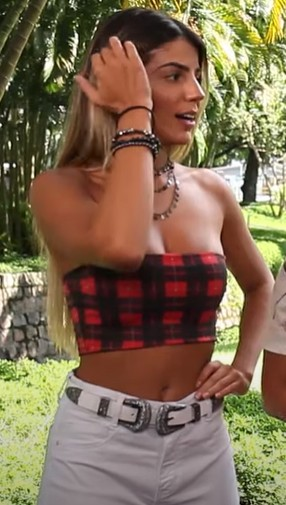
Hariany Almeida, logo depois do fim dessa edição. A participante viria a ser expulsa por agressão um dia antes da final.

Na reta final do programa, na madrugada de 11 de abril de 2019, durante a festa "Internet", as participantes Hariany Almeida e Paula von Sperling, aparentemente embriagadas, desentenderam-se quando Hariany acusou Paula de dizer coisas “sem noção” e com isso magoa as pessoas a sua volta. Paula, por sua vez, respondeu pedindo que ela “calasse a boca”. Depois, Hariany entrou no Quarto Ouro, onde Paula estava com Carolina Peixinho, e perguntou "Está mandando eu calar a boca por quê?". Carolina tentava acalmar as duas até certo momento em que Paula, rindo, correu para tentar abraçar Hariany, que reagiu com um empurrão. O suposto "ato de agressão" cometido por Hariany causou revolta nas redes sociais e a hashtag “#HarianyExpulsa” entrou para os trending topics do Twitter, solicitando a expulsão da participante pela produção. Depois de uma análise das imagens da discussão entre as participantes, Hariany foi expulsa do programa na tarde do dia 11 de abril de 2019, estando desclassificada um dia antes da final do programa, onde já estava com vaga garantida. Essa foi a primeira vez na história do programa em que houve duas expulsões (Vanderson e Hariany) em uma mesma edição e a terceira vez que um participante é expulso por ato de agressão no confinamento, depois de Ana Paula Renault do Big Brother Brasil 16 e Marcos Härter do Big Brother Brasil 17.

## Shows e participações especiais
| Data                    | Artista/Banda                   | Tema                                      | Ref.    |
| ----------------------- | ------------------------------- | ----------------------------------------- | ------- |
| 26 de janeiro de 2019   | Mônica Martelli e Paulo Gustavo | Cinema BBB: Minha Vida em Marte           | [ 103 ] |
| 16 de fevereiro de 2019 | Cat Dealers                     | Festa Neon                                | [ 104 ] |
| 2 de março de 2019      | Preta Gil e Bloco da Preta      | Festa BBBloco                             | [ 105 ] |
| 11 de março de 2019     | Malvino Salvador                | Ação especial: Óticas Diniz               | [ 106 ] |
| 15–21 de março de 2019  | Alberto Mezzetti                | Intercâmbio com Grande Fratello Italia 15 | [ 107 ] |
| 15 de março de 2019     | Iza                             | Festa África                              | [ 108 ] |
| 20 de março de 2019     | O Frenético Dancin' Days        | Festa Televisão                           | [ 109 ] |
| 25 de março de 2019     | Malvino Salvador                | Ação especial: Óticas Diniz               | [ 110 ] |
| 12 de abril de 2019     | Ivete Sangalo                   | Final                                     | [ 111 ] |

## Participantes

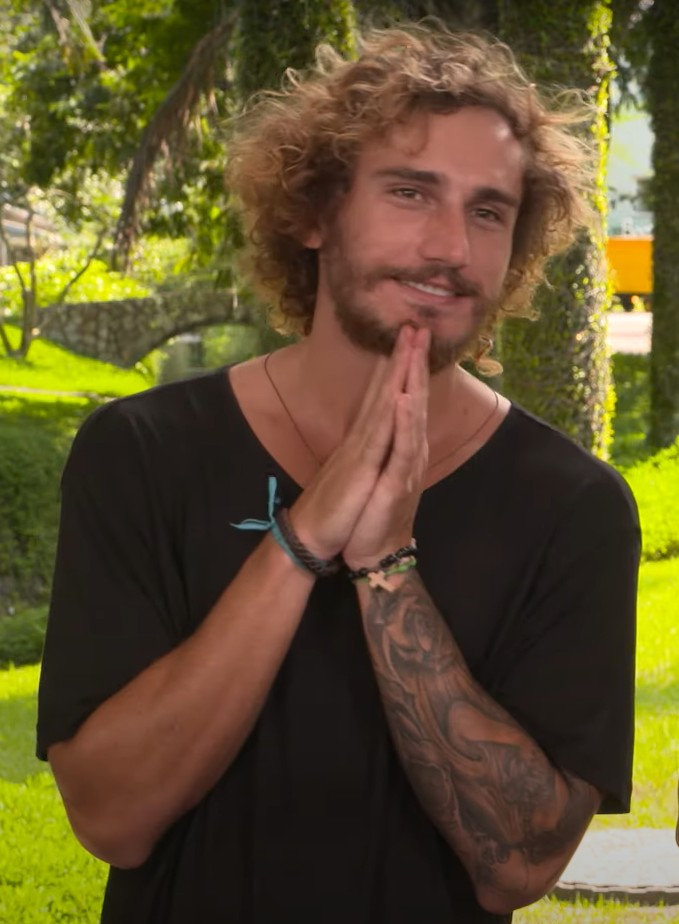
Alan Possamai, vice-campeão dessa edição

A lista com 18 participantes oficiais foi divulgada no dia 9 de janeiro de 2019, seis dias antes da estreia, durante os intervalos da programação da TV Globo. Em 12 de janeiro de 2019, o pré-selecionado Fábio Alano foi desclassificado antes de entrar na casa por descumprimento de uma cláusula contratual, uma vez que ele era patrocinado por uma empresa não relacionada ao programa, e não foi substituído, restando 17 participantes oficiais. Em 23 de janeiro de 2019, o participante Vanderson Brito foi expulso do programa após ter sido intimado a depor sobre as denúncias feitas contra ele fora da casa por agressão. Em 11 de abril de 2019, a participante Hariany Almeida foi expulsa após cometer ato de agressão física.
As informações referentes à ocupação dos participantes estão de acordo com o momento em que ingressaram no programa.
| Participante                                   | Data de Nascimento | Ocupação                                                        | Origem                         | Resultado                               | Ref.    |
| ---------------------------------------------- | ------------------ | --------------------------------------------------------------- | ------------------------------ | --------------------------------------- | ------- |
| Paula von Sperling Viana                       | 17/11/1990         | Bacharel em direito                                             | Lagoa Santa, Minas Gerais      | Vencedora em 12 de abril de 2019        | [ 115 ] |
| Alan Possamai Barbosa                          | 01/08/1992         | Administrador e empresário                                      | Criciúma, Santa Catarina       | 2º lugar em 12 de abril de 2019         | [ 116 ] |
| Carolina Peixinho Sodré                        | 12/04/1985         | Publicitária e empresária                                       | Salvador, Bahia                | 13ª eliminada em 11 de abril de 2019    | [ 117 ] |
| Hariany Nathalia Mesquita de Almeida           | 22/09/1997         | Estudante de design de moda                                     | Goiânia, Goiás                 | Expulsa em 11 de abril de 2019          | [ 118 ] |
| Rízia de Cerqueira Apolinario                  | 23/01/1994         | Jornalista                                                      | São Miguel dos Campos, Alagoas | 12ª eliminada em 9 de abril de 2019     | [ 119 ] |
| Gabriela Cano Hebling                          | 17/03/1986         | Designer gráfica e percussionista                               | Ribeirão Preto, São Paulo      | 11ª eliminada em 7 de abril de 2019     | [ 120 ] |
| Rodrigo Ferreira França                        | 28/01/1978         | Cientista social especializado em direitos humanos e dramaturgo | Rio de Janeiro, Rio de Janeiro | 10º eliminado em 2 de abril de 2019     | [ 121 ] |
| Elana Valenária Fernandes da Silva             | 15/12/1993         | Engenheira agrônoma                                             | Nazaré do Piauí, Piauí         | 9ª eliminada em 26 de março de 2019     | [ 122 ] |
| Danrley Ferreira da Silva                      | 19/01/1999         | Estudante de biologia e vendedor de picolé                      | Rio de Janeiro, Rio de Janeiro | 8º eliminado em 19 de março de 2019     | [ 123 ] |
| Terezinha Ferreira de Souza Freitas (Tereza)   | 28/01/1966         | Psicanalista e técnica de enfermagem                            | Arcoverde, Pernambuco          | 7ª eliminada em 12 de março de 2019     | [ 124 ] |
| Isabella Chiara Nelson Cecchi                  | 31/03/1994         | Estudante de medicina                                           | Natal, Rio Grande do Norte     | 6ª eliminada em 26 de fevereiro de 2019 | [ 125 ] |
| Maycon Santos Oliveira                         | 06/06/1991         | Barman e vendedor de queijos                                    | Piumhi, Minas Gerais           | 5º eliminado em 19 de fevereiro de 2019 | [ 126 ] |
| Diego Henrique Wantowsky                       | 13/11/1988         | Empresário e criador de cavalos                                 | Rio Negrinho, Santa Catarina   | 4º eliminado em 12 de fevereiro de 2019 | [ 127 ] |
| Hana Khalil Carvalho Cavalcanti de Albuquerque | 18/03/1996         | Bacharel em cinema e youtuber                                   | Rio de Janeiro, Rio de Janeiro | 3ª eliminada em 5 de fevereiro de 2019  | [ 128 ] |
| Gustavo de Léo Soares                          | 03/02/1981         | Médico oftalmologista                                           | São Paulo, São Paulo           | 2º eliminado em 29 de janeiro de 2019   | [ 129 ] |
| Vanderson Gomes de Brito                       | 15/07/1983         | Biólogo e coordenador educacional indígena                      | Rio Branco, Acre               | Expulso em 23 de janeiro de 2019        | [ 130 ] |
| Vinicius Póvoa Fernandes                       | 28/01/1978         | Artista plástico e publicitário                                 | Belo Horizonte, Minas Gerais   | 1º eliminado em 22 de janeiro de 2019   | [ 131 ] |

## Histórico
|                        |                        | Sem 1                                                                                                   | Sem 2                        | Sem 3                        | Sem 4                      | Sem 5                        | Sem 6                         | Sem 7                          | Sem 8                         | Sem 8                              | Sem 9                        | Sem 10                        | Sem 11                        | Sem 12                        | Sem 12                     | Sem 13                        | Sem 13                   | Votos recebidos |  |
| Dia 55                 | Dia 57                 | Sem 1                                                                                                   | Sem 2                        | Sem 3                        | Sem 4                      | Sem 5                        | Sem 6                         | Sem 7                          | Dia 82                        | Dia 83                             | Sem 9                        | Sem 10                        | Sem 11                        | Dia 85                        | Final                      |                               |                          | Votos recebidos |  |
| ---------------------- | ---------------------- | --- | ---------------------------- | ---------------------------- | -------------------------- | ---------------------------- | ----------------------------- | ------------------------------ | ----------------------------- | ---------------------------------- | ---------------------------- | ----------------------------- | ----------------------------- | ----------------------------- | -------------------------- | ----------------------------- | ------------------------ | --------------- |  |
| Líder                  | Líder                  | (nenhum)                                                                                                | Hana                         | Carolina                     | Danrley Elana              | Danrley Elana                | Elana                         | Paula                          | Rízia                         | (nenhum)                           | Gabriela                     | Alan                          | Paula                         | Paula                         | Alan                       | Alan                          | (nenhum)                 |                 |  |
| Anjo                   | Anjo                   | (nenhum)                                                                                                | Alan Rodrigo                 | Maycon Tereza                | Paula                      | Carolina                     | Isabella                      | Rodrigo                        | (nenhum)                      | (nenhum)                           | Rízia                        | Gabriela                      | Rízia                         | (nenhum)                      | (nenhum)                   | (nenhum)                      | (nenhum)                 |                 |  |
| Imunizado              | Imunizado              | (nenhum)                                                                                                | Gabriela                     | Diego                        | Hariany                    | Isabella                     | Carolina                      | Danrley                        | (nenhum)                      | (nenhum)                           | Rodrigo                      | Rodrigo                       | Rízia                         | (nenhum)                      | (nenhum)                   | (nenhum)                      | (nenhum)                 |                 |  |
| Big Fone               | Big Fone               | (nenhum)                                                                                                | Maycon                       | (nenhum)                     | (nenhum)                   | (nenhum)                     | Isabella                      | (nenhum)                       | Danrley                       | (nenhum)                           | (nenhum)                     | (nenhum)                      | (nenhum)                      | (nenhum)                      | (nenhum)                   | (nenhum)                      | (nenhum)                 |                 |  |
| Indicado (Big Fone)    | Indicado (Big Fone)    | Alan Carolina Diego Elana Gabriela Hana Hariany Isabella Maycon Rízia Rodrigo Tereza Vanderson Vinicius | Hariany                      | (nenhum)                     | (nenhum)                   | (nenhum)                     | Alan                          | (nenhum)                       | Carolina                      | Hariany Tereza                     | (nenhum)                     | (nenhum)                      | (nenhum)                      | (nenhum)                      | (nenhum)                   | (nenhum)                      | (nenhum)                 |                 |  |
| Indicado (Contragolpe) | Indicado (Contragolpe) | Alan Carolina Diego Elana Gabriela Hana Hariany Isabella Maycon Rízia Rodrigo Tereza Vanderson Vinicius | (nenhum)                     | (nenhum)                     | (nenhum)                   | (nenhum)                     | (nenhum)                      | (nenhum)                       | (nenhum)                      | Hariany Tereza                     | (nenhum)                     | (nenhum)                      | Carolina                      | (nenhum)                      | (nenhum)                   | (nenhum)                      | (nenhum)                 |                 |  |
| Indicado (Líder)       | Indicado (Líder)       | Alan Carolina Diego Elana Gabriela Hana Hariany Isabella Maycon Rízia Rodrigo Tereza Vanderson Vinicius | Gustavo                      | Hana                         | Diego Isabella             | Maycon                       | Isabella                      | Gabriela                       | Tereza                        | Hariany Tereza                     | Paula                        | Elana                         | Rodrigo                       | Gabriela                      | Paula                      | Paula                         | (nenhum)                 |                 |  |
| Indicado (Casa)        | Indicado (Casa)        | Alan Carolina Diego Elana Gabriela Hana Hariany Isabella Maycon Rízia Rodrigo Tereza Vanderson Vinicius | Paula                        | Rízia                        | Alan                       | Rodrigo Tereza               | Tereza                        | Tereza                         | Alan Hariany                  | Hariany Tereza                     | Carolina Danrley             | Carolina                      | Hariany                       | Rízia                         | Rízia                      | Carolina                      | (nenhum)                 |                 |  |
|                        |                        | |                              |                              |                            |                              |                               |                                |                               |                                    |                              |                               |                               |                               |                            |                               |                          |                 |  |
|                        | Paula                  | Vanderson                                                                                               | Rodrigo                      | Alan                         | Alan                       | Rodrigo                      | Tereza                        | Tereza                         | Rodrigo                       | Tereza                             | Danrley                      | Gabriela                      | Líder                         | Rízia                         | Rízia                      | Carolina                      | Vencedora (Dia 88)       | 15              |  |
|                        | Alan                   | Hariany                                                                                                 | Paula                        | Tereza                       | Carolina                   | Carolina                     | Rízia                         | Carolina                       | Hariany                       | Tereza                             | Elana                        | Líder                         | Hariany                       | Hariany                       | Líder                      | Líder                         | 2º lugar (Dia 88)        | 11              |  |
|                        | Carolina               | Hana | Paula                        | Líder                        | Alan                       | Alan                         | Danrley                       | Tereza                         | Danrley                       | Tereza                             | Danrley                      | Rízia                         | Gabriela                      | Rízia                         | Rízia                      | Não elegível                  | Eliminada (Dia 87)       | 19              |  |
|                        | Hariany                | Tereza                                                                                                  | Rodrigo                      | Alan                         | Alan                       | Rodrigo                      | Tereza                        | Tereza                         | Rodrigo                       | Paredão                            | Danrley                      | Gabriela                      | Alan                          | Rízia                         | Rízia                      | Não elegível                  | Expulsa (Dia 87)         | 23              |  |
|                        | Rízia                  | Hariany                                                                                                 | Paula                        | Maycon                       | Tereza                     | Tereza                       | Tereza                        | Tereza                         | Alan                          | Tereza                             | Carolina                     | Carolina                      | Hariany                       | Carolina                      | Carolina                   | Eliminada (Dia 85)            | Eliminada (Dia 85)       | 14              |  |
|                        | Gabriela               | Paula                                                                                                   | Paula                        | Maycon                       | Maycon                     | Tereza                       | Tereza                        | Tereza                         | Hariany                       | Tereza                             | Líder                        | Carolina                      | Hariany                       | Hariany                       | Eliminada (Dia 83)         | Eliminada (Dia 83)            | Eliminada (Dia 83)       | 5               |  |
|                        | Rodrigo                | Hariany                                                                                                 | Paula                        | Maycon                       | Maycon                     | Paula                        | Hariany                       | Carolina                       | Hariany                       | Hariany                            | Carolina                     | Carolina                      | Hariany                       | Eliminado (Dia 78)            | Eliminado (Dia 78)         | Eliminado (Dia 78)            | Eliminado (Dia 78)       | 13              |  |
|                        | Elana                  | Isabella                                                                                                | Isabella                     | Isabella                     | Líder                      | Líder                        | Líder                         | Carolina                       | Alan                          | Hariany                            | Carolina                     | Carolina                      | Eliminada (Dia 71)            | Eliminada (Dia 71)            | Eliminada (Dia 71)         | Eliminada (Dia 71)            | Eliminada (Dia 71)       | 5               |  |
|                        | Danrley                | Diego                                                                                                   | Diego                        | Isabella                     | Líder                      | Líder                        | Paula                         | Carolina                       | Hariany                       | Hariany                            | Carolina                     | Eliminado (Dia 64)            | Eliminado (Dia 64)            | Eliminado (Dia 64)            | Eliminado (Dia 64)         | Eliminado (Dia 64)            | Eliminado (Dia 64)       | 7               |  |
|                        | Tereza                 | Hariany                                                                                                 | Hariany                      | Rízia                        | Rízia                      | Rízia                        | Paula                         | Hariany                        | Alan                          | Paredão                            | Eliminada (Dia 57)           | Eliminada (Dia 57)            | Eliminada (Dia 57)            | Eliminada (Dia 57)            | Eliminada (Dia 57)         | Eliminada (Dia 57)            | Eliminada (Dia 57)       | 22              |  |
|                        | Isabella               | Elana                                                                                                   | Elana                        | Rízia                        | Elana                      | Danrley                      | Danrley                       | Eliminada (Dia 43)             | Eliminada (Dia 43)            | Eliminada (Dia 43)                 | Eliminada (Dia 43)           | Eliminada (Dia 43)            | Eliminada (Dia 43)            | Eliminada (Dia 43)            | Eliminada (Dia 43)         | Eliminada (Dia 43)            | Eliminada (Dia 43)       | 6               |  |
|                        | Maycon                 | Paula                                                                                                   | Hariany                      | Rízia                        | Rodrigo                    | Rodrigo                      | Eliminado (Dia 36)            | Eliminado (Dia 36)             | Eliminado (Dia 36)            | Eliminado (Dia 36)                 | Eliminado (Dia 36)           | Eliminado (Dia 36)            | Eliminado (Dia 36)            | Eliminado (Dia 36)            | Eliminado (Dia 36)         | Eliminado (Dia 36)            | Eliminado (Dia 36)       | 6               |  |
|                        | Diego                  | Hana | Rodrigo                      | Rízia                        | Rodrigo                    | Eliminado (Dia 29)           | Eliminado (Dia 29)            | Eliminado (Dia 29)             | Eliminado (Dia 29)            | Eliminado (Dia 29)                 | Eliminado (Dia 29)           | Eliminado (Dia 29)            | Eliminado (Dia 29)            | Eliminado (Dia 29)            | Eliminado (Dia 29)         | Eliminado (Dia 29)            | Eliminado (Dia 29)       | 3               |  |
|                        | Hana                   | Tereza                                                                                                  | Líder                        | Tereza                       | Eliminada (Dia 22)         | Eliminada (Dia 22)           | Eliminada (Dia 22)            | Eliminada (Dia 22)             | Eliminada (Dia 22)            | Eliminada (Dia 22)                 | Eliminada (Dia 22)           | Eliminada (Dia 22)            | Eliminada (Dia 22)            | Eliminada (Dia 22)            | Eliminada (Dia 22)         | Eliminada (Dia 22)            | Eliminada (Dia 22)       | 5               |  |
|                        | Gustavo                | Hana | Rodrigo                      | Eliminado (Dia 15)           | Eliminado (Dia 15)         | Eliminado (Dia 15)           | Eliminado (Dia 15)            | Eliminado (Dia 15)             | Eliminado (Dia 15)            | Eliminado (Dia 15)                 | Eliminado (Dia 15)           | Eliminado (Dia 15)            | Eliminado (Dia 15)            | Eliminado (Dia 15)            | Eliminado (Dia 15)         | Eliminado (Dia 15)            | Eliminado (Dia 15)       | 1               |  |
|                        | Vanderson              | Paula                                                                                                   | Expulso (Dia 9)              | Expulso (Dia 9)              | Expulso (Dia 9)            | Expulso (Dia 9)              | Expulso (Dia 9)               | Expulso (Dia 9)                | Expulso (Dia 9)               | Expulso (Dia 9)                    | Expulso (Dia 9)              | Expulso (Dia 9)               | Expulso (Dia 9)               | Expulso (Dia 9)               | Expulso (Dia 9)            | Expulso (Dia 9)               | Expulso (Dia 9)          | 1               |  |
|                        | Vinicius               | Hana | Eliminado (Dia 8)            | Eliminado (Dia 8)            | Eliminado (Dia 8)          | Eliminado (Dia 8)            | Eliminado (Dia 8)             | Eliminado (Dia 8)              | Eliminado (Dia 8)             | Eliminado (Dia 8)                  | Eliminado (Dia 8)            | Eliminado (Dia 8)             | Eliminado (Dia 8)             | Eliminado (Dia 8)             | Eliminado (Dia 8)          | Eliminado (Dia 8)             | Eliminado (Dia 8)        | 0               |  |
|                        |                        | |                              |                              |                            |                              |                               |                                |                               |                                    |                              |                               |                               |                               |                            |                               |                          |                 |  |
| Notas                  | Notas                  | 1, 2, 3, 4                                                                                              | 5, 6, 7                      | 8                            | 9, 10                      | 11, 12                       | 13, 14                        | 15, 16, 17                     | 18, 19, 20, 21, 22, 23        | 18, 19, 20, 21, 22, 23             | 24                           | 25, 26, 27, 28                | 29, 30                        | 31, 32                        | 33                         | 34, 35                        | 36                       |                 |  |
| Expulso                | Expulso                | (nenhum)                                                                                                | Vanderson                    | (nenhum)                     | (nenhum)                   | (nenhum)                     | (nenhum)                      | (nenhum)                       | (nenhum)                      | (nenhum)                           | (nenhum)                     | (nenhum)                      | (nenhum)                      | (nenhum)                      | (nenhum)                   | Hariany                       | (nenhum)                 |                 |  |
| Paredão                | Paredão                | Alan Carolina Diego Elana Gabriela Hana Hariany Isabella Maycon Rízia Rodrigo Tereza Vanderson Vinicius | Gustavo Hariany Paula        | Hana Hariany Rízia           | Alan Diego Isabella        | Maycon Rodrigo Tereza        | Alan Isabella Tereza          | Gabriela Rodrigo Tereza        | Alan Carolina Hariany Tereza  | Hariany Tereza                     | Carolina Danrley Paula       | Carolina Elana Paula          | Carolina Hariany Rodrigo      | Gabriela Rízia                | Paula Rízia                | Carolina Paula                | Alan Paula               |                 |  |
| Eliminado              | Eliminado              | Vinicius 3,73% para continuar                                                                           | Gustavo 78,94% para eliminar | Hana 47,98% para eliminar    | Diego 52,47% para eliminar | Maycon 55,72% para eliminar  | Isabella 63,81% para eliminar | Gabriela 50,49% para imunizar  | Tereza 6,23% para continuar   | Tereza 5 de 8 votos para eliminar  | Danrley 61,21% para eliminar | Elana 51,09% para eliminar    | Rodrigo 69,71% para eliminar  | Gabriela 60,64% para eliminar | Rízia 61,66% para eliminar | Carolina 54,67% para eliminar | Alan 38,91% para vencer  |                 |  |
| Eliminado              | Eliminado              | Vinicius 3,73% para continuar                                                                           | Gustavo 78,94% para eliminar | Hana 47,98% para eliminar    | Diego 52,47% para eliminar | Maycon 55,72% para eliminar  | Isabella 63,81% para eliminar | Gabriela 50,49% para imunizar  | Hariany 27,55% para continuar | Tereza 5 de 8 votos para eliminar  | Danrley 61,21% para eliminar | Elana 51,09% para eliminar    | Rodrigo 69,71% para eliminar  | Gabriela 60,64% para eliminar | Rízia 61,66% para eliminar | Carolina 54,67% para eliminar | Alan 38,91% para vencer  |                 |  |
| Outras % ou Votos      | Outras % ou Votos      | Vanderson 3,84% para continuar                                                                          | Paula 14,45% para eliminar   | Hariany 47,50% para eliminar | Alan 42,93% para eliminar  | Rodrigo 42,37% para eliminar | Alan 24,06% para eliminar     | Tereza 27,46% para imunizar    | Alan 29,17% para continuar    | Hariany 3 de 8 votos para eliminar | Paula 23,52% para eliminar   | Carolina 45,06% para eliminar | Carolina 28,37% para eliminar | Rízia 39,36% para eliminar    | Paula 38,34% para eliminar | Paula 45,33% para eliminar    | Paula 61,09% para vencer |                 |  |
| Outras % ou Votos      | Outras % ou Votos      | Tereza 3,89% para continuar                                                                             | Paula 14,45% para eliminar   | Hariany 47,50% para eliminar | Alan 42,93% para eliminar  | Rodrigo 42,37% para eliminar | Alan 24,06% para eliminar     | Tereza 27,46% para imunizar    | Alan 29,17% para continuar    | Hariany 3 de 8 votos para eliminar | Paula 23,52% para eliminar   | Carolina 45,06% para eliminar | Carolina 28,37% para eliminar | Rízia 39,36% para eliminar    | Paula 38,34% para eliminar | Paula 45,33% para eliminar    | Paula 61,09% para vencer |                 |  |
| Outras % ou Votos      | Outras % ou Votos      | Maycon 5,15% para continuar                                                                             | Paula 14,45% para eliminar   | Hariany 47,50% para eliminar | Alan 42,93% para eliminar  | Rodrigo 42,37% para eliminar | Alan 24,06% para eliminar     | Tereza 27,46% para imunizar    | Alan 29,17% para continuar    | Hariany 3 de 8 votos para eliminar | Paula 23,52% para eliminar   | Carolina 45,06% para eliminar | Carolina 28,37% para eliminar | Rízia 39,36% para eliminar    | Paula 38,34% para eliminar | Paula 45,33% para eliminar    | Paula 61,09% para vencer |                 |  |
| Outras % ou Votos      | Outras % ou Votos      | Carolina 5,69% para continuar                                                                           | Paula 14,45% para eliminar   | Hariany 47,50% para eliminar | Alan 42,93% para eliminar  | Rodrigo 42,37% para eliminar | Alan 24,06% para eliminar     | Tereza 27,46% para imunizar    | Alan 29,17% para continuar    | Hariany 3 de 8 votos para eliminar | Paula 23,52% para eliminar   | Carolina 45,06% para eliminar | Carolina 28,37% para eliminar | Rízia 39,36% para eliminar    | Paula 38,34% para eliminar | Paula 45,33% para eliminar    | Paula 61,09% para vencer |                 |  |
| Outras % ou Votos      | Outras % ou Votos      | Diego 6,10% para continuar                                                                              | Paula 14,45% para eliminar   | Hariany 47,50% para eliminar | Alan 42,93% para eliminar  | Rodrigo 42,37% para eliminar | Alan 24,06% para eliminar     | Tereza 27,46% para imunizar    | Alan 29,17% para continuar    | Hariany 3 de 8 votos para eliminar | Paula 23,52% para eliminar   | Carolina 45,06% para eliminar | Carolina 28,37% para eliminar | Rízia 39,36% para eliminar    | Paula 38,34% para eliminar | Paula 45,33% para eliminar    | Paula 61,09% para vencer |                 |  |
| Outras % ou Votos      | Outras % ou Votos      | Hariany 6,87% para continuar                                                                            | Paula 14,45% para eliminar   | Hariany 47,50% para eliminar | Alan 42,93% para eliminar  | Rodrigo 42,37% para eliminar | Alan 24,06% para eliminar     | Tereza 27,46% para imunizar    | Alan 29,17% para continuar    | Hariany 3 de 8 votos para eliminar | Paula 23,52% para eliminar   | Carolina 45,06% para eliminar | Carolina 28,37% para eliminar | Rízia 39,36% para eliminar    | Paula 38,34% para eliminar | Paula 45,33% para eliminar    | Paula 61,09% para vencer |                 |  |
| Outras % ou Votos      | Outras % ou Votos      | Isabella 7,36% para continuar                                                                           | Paula 14,45% para eliminar   | Hariany 47,50% para eliminar | Alan 42,93% para eliminar  | Rodrigo 42,37% para eliminar | Alan 24,06% para eliminar     | Tereza 27,46% para imunizar    | Alan 29,17% para continuar    | Hariany 3 de 8 votos para eliminar | Paula 23,52% para eliminar   | Carolina 45,06% para eliminar | Carolina 28,37% para eliminar | Rízia 39,36% para eliminar    | Paula 38,34% para eliminar | Paula 45,33% para eliminar    | Paula 61,09% para vencer |                 |  |
| Outras % ou Votos      | Outras % ou Votos      | Hariany 6,61% para eliminar                                                                             | Rízia 4,52% para eliminar    | Isabella 4,60% para eliminar | Tereza 1,91% para eliminar | Tereza 12,13% para eliminar  | Rodrigo 22,05% para imunizar  | Carolina 37,05% para continuar | Carolina 15,27% para eliminar | Hariany 3 de 8 votos para eliminar | Paula 3,85% para eliminar    | Hariany 1,92% para eliminar   |                               | Rízia 39,36% para eliminar    | Paula 38,34% para eliminar | Paula 45,33% para eliminar    | Paula 61,09% para vencer |                 |  |
| Outras % ou Votos      | Outras % ou Votos      | Hariany 6,61% para eliminar                                                                             | Rízia 4,52% para eliminar    | Isabella 4,60% para eliminar | Tereza 1,91% para eliminar | Tereza 12,13% para eliminar  | Rodrigo 22,05% para imunizar  | Carolina 37,05% para continuar | Carolina 15,27% para eliminar | Hariany 3 de 8 votos para eliminar | Paula 3,85% para eliminar    | Hariany 1,92% para eliminar   | Alan 8,32% para continuar     | Rízia 39,36% para eliminar    | Paula 38,34% para eliminar | Paula 45,33% para eliminar    | Paula 61,09% para vencer |                 |  |
| Outras % ou Votos      | Outras % ou Votos      | Hariany 6,61% para eliminar                                                                             | Rízia 4,52% para eliminar    | Isabella 4,60% para eliminar | Tereza 1,91% para eliminar | Tereza 12,13% para eliminar  | Rodrigo 22,05% para imunizar  | Carolina 37,05% para continuar | Carolina 15,27% para eliminar | Hariany 3 de 8 votos para eliminar | Paula 3,85% para eliminar    | Hariany 1,92% para eliminar   | Hana 8,47% para continuar     | Rízia 39,36% para eliminar    | Paula 38,34% para eliminar | Paula 45,33% para eliminar    | Paula 61,09% para vencer |                 |  |
| Outras % ou Votos      | Outras % ou Votos      | Hariany 6,61% para eliminar                                                                             | Rízia 4,52% para eliminar    | Isabella 4,60% para eliminar | Tereza 1,91% para eliminar | Tereza 12,13% para eliminar  | Rodrigo 22,05% para imunizar  | Carolina 37,05% para continuar | Carolina 15,27% para eliminar | Hariany 3 de 8 votos para eliminar | Paula 3,85% para eliminar    | Hariany 1,92% para eliminar   | Rízia 8,66% para continuar    | Rízia 39,36% para eliminar    | Paula 38,34% para eliminar | Paula 45,33% para eliminar    | Paula 61,09% para vencer |                 |  |
| Outras % ou Votos      | Outras % ou Votos      | Hariany 6,61% para eliminar                                                                             | Rízia 4,52% para eliminar    | Isabella 4,60% para eliminar | Tereza 1,91% para eliminar | Tereza 12,13% para eliminar  | Rodrigo 22,05% para imunizar  | Carolina 37,05% para continuar | Carolina 15,27% para eliminar | Hariany 3 de 8 votos para eliminar | Paula 3,85% para eliminar    | Hariany 1,92% para eliminar   | Gabriela 9,20% para continuar | Rízia 39,36% para eliminar    | Paula 38,34% para eliminar | Paula 45,33% para eliminar    | Paula 61,09% para vencer |                 |  |
| Outras % ou Votos      | Outras % ou Votos      | Hariany 6,61% para eliminar                                                                             | Rízia 4,52% para eliminar    | Isabella 4,60% para eliminar | Tereza 1,91% para eliminar | Tereza 12,13% para eliminar  | Rodrigo 22,05% para imunizar  | Carolina 37,05% para continuar | Carolina 15,27% para eliminar | Hariany 3 de 8 votos para eliminar | Paula 3,85% para eliminar    | Hariany 1,92% para eliminar   | Rodrigo 11,19% para continuar | Rízia 39,36% para eliminar    | Paula 38,34% para eliminar | Paula 45,33% para eliminar    | Paula 61,09% para vencer |                 |  |
| Outras % ou Votos      | Outras % ou Votos      | Hariany 6,61% para eliminar                                                                             | Rízia 4,52% para eliminar    | Isabella 4,60% para eliminar | Tereza 1,91% para eliminar | Tereza 12,13% para eliminar  | Rodrigo 22,05% para imunizar  | Carolina 37,05% para continuar | Carolina 15,27% para eliminar | Hariany 3 de 8 votos para eliminar | Paula 3,85% para eliminar    | Hariany 1,92% para eliminar   | Elana 11,53% para continuar   | Rízia 39,36% para eliminar    | Paula 38,34% para eliminar | Paula 45,33% para eliminar    | Paula 61,09% para vencer |                 |  |

### Legenda
|  | Acorrentados do Grupo Vermelho |  |                                | Acorrentados do Grupo Branco |
|  | Eliminado(a) antes da divisão  |  | Ficou no Quarto dos 7 Desafios |                              |

### Tá com Tudo / Tá com Nada
|           | Sem 1 | Sem 2 | Sem 31 | Sem 31 | Sem 42 | Sem 42 | Sem 5 | Sem 63 | Sem 63 | Sem 74 | Sem 8 | Sem 9 | Sem 105 | Sem 116 | Sem 116 | Sem 12 | Sem 13 |
| Dia 17    | Sem 1 | Sem 2 | Dia 20 | Dia 24 | Dia 27 | Dia 37 | Sem 5 | Dia 40 | Dia 73 | Sem 74 | Sem 8 | Sem 9 | Sem 105 | Dia 77  |         | Sem 12 | Sem 13 |
| --------- | ----- | ----- | ------ | ------ | ------ | ------ | ----- | ------ | ------ | ------ | ----- | ----- | ------- | ------- | ------- | ------ | ------ |
| Paula     | TcT   | TcT   | TcT    | TcT    | TcT    | TcN    | TcT   | TcT    | TcN    | TcT    | TcT   | TcT   | TcT     | TcT     | TcN     | TcT    | TcT    |
| Alan      | TcT   | TcT   | TcT    | TcN    | TcT    | TcN    | TcT   | TcT    | TcN    | TcT    | TcT   | TcT   | TcT     | TcT     | TcN     | TcT    | TcT    |
| Carolina  | TcT   | TcT   | TcT    | TcT    | TcT    | TcN    | TcT   | TcT    | TcN    | TcT    | TcT   | TcT   | TcT     | TcT     | TcN     | TcT    | TcT    |
| Hariany   | TcT   | TcT   | TcT    | TcT    | TcT    | TcN    | TcT   | TcT    | TcN    | TcT    | TcT   | TcT   | TcT     | TcT     | TcN     | TcT    | TcT    |
| Rízia     | TcT   | TcT   | TcT    | TcN    | TcT    | TcN    | TcT   | TcT    | TcN    | TcT    | TcT   | TcT   | TcT     | TcT     | TcN     | TcT    |        |
| Gabriela  | TcT   | TcT   | TcT    | TcN    | TcT    | TcN    | TcT   | TcT    | TcN    | TcT    | TcT   | TcT   | TcT     | TcT     | TcN     | TcT    |        |
| Rodrigo   | TcT   | TcT   | TcT    | TcN    | TcT    | TcN    | TcT   | TcT    | TcN    | TcN    | TcN   | TcN   | TcT     | TcT     | TcN     |        |        |
| Elana     | TcT   | TcT   | TcT    | TcN    | TcT    | TcN    | TcT   | TcT    | TcN    | TcT    | TcT   | TcT   | TcT     |         |         |        |        |
| Danrley   | TcT   | TcT   | TcT    | TcN    | TcT    | TcN    | TcT   | TcT    | TcN    | TcT    | TcT   | TcT   |         |         |         |        |        |
| Tereza    | TcT   | TcT   | TcT    | TcT    | TcT    | TcN    | TcT   | TcT    | TcN    | TcT    | TcT   |       |         |         |         |        |        |
| Isabella  | TcT   | TcT   | TcT    | TcT    | TcT    | TcN    | TcT   | TcT    | TcN    |        |       |       |         |         |         |        |        |
| Maycon    | TcT   | TcT   | TcT    | TcT    | TcT    | TcN    | TcT   |        |        |        |       |       |         |         |         |        |        |
| Diego     | TcT   | TcT   | TcT    | TcT    | TcT    | TcN    |       |        |        |        |       |       |         |         |         |        |        |
| Hana      | TcT   | TcT   | TcT    | TcN    |        |        |       |        |        |        |       |       |         |         |         |        |        |
| Gustavo   | TcT   | TcT   |        |        |        |        |       |        |        |        |       |       |         |         |         |        |        |
| Vanderson | TcT   |       |        |        |        |        |       |        |        |        |       |       |         |         |         |        |        |
| Vinicius  | TcT   |       |        |        |        |        |       |        |        |        |       |       |         |         |         |        |        |

- Nota 1: Na semana 3, devido à votação do "Big Boss", houve uma prova da comida no domingo, na qual a equipe perdedora foi para o “Tá com Nada”.[49][163]

- Nota 2: Na semana 4, após as punições recebidas por Hariany, que encostou o rosto no espelho, e Diego, que entrou na piscina com microfone, os participantes ficaram abaixo do limite mínimo do somatório de estalecas e toda a casa foi para o “Tá com Nada”.[164]

- Nota 3: Na semana 6, todos os participantes foram punidos por esgotarem o estoque de água, ficando abaixo do limite mínimo do somatório de estalecas, e toda a casa foi para o “Tá com Nada”.[165]

- Nota 4: Na semana 7, ao ser eliminado da sexta prova do Líder, Rodrigo pegou a garrafa com a consequência de ir para o "Tá com Nada", ou colocar outro participante no lugar dele. Rodrigo escolheu Alan para o "Tá com Nada".[166]

- Nota 5: Na semana 10, ao ser eliminada da nona prova do Líder, Hariany pegou o pergaminho com a consequência de colocar alguém no "Tá com Nada". Hariany escolheu Rodrigo para o "Tá com Nada".[167]

- Nota 6: Na semana 11, após as punições recebidas por Carolina, que utilizou um aromatizador de ambientes como perfume, e Paula, que falou sem microfone, os participantes ficaram abaixo do limite mínimo do somatório de estalecas e toda a casa foi para o “Tá com Nada”.[168]

## Classificação geral
| Pos. | Participante       | Meio de indicação               | Porcentagem/ Votos | Eliminado em |
| ---- | ------------------ | ------------------------------- | ------------------ | ------------ |
| 1    | Paula von Sperling | Finalista                       | 61,09%             | —            |
| 2    | Alan Possamai      | Finalista                       | 38,91%             | —            |
| 3    | Carolina Peixinho  | Casa (1 voto)                   | 54,67%             | Semana 13    |
| 4    | Hariany Almeida    | Expulsa                         | Expulsa            | Semana 13    |
| 5    | Rízia Cerqueira    | Casa (3 votos)                  | 61,66%             | Semana 12    |
| 6    | Gabriela Hebling   | Líder (Paula)                   | 60,64%             | Semana 12    |
| 7    | Rodrigo França     | Líder (Paula)                   | 69,71%             | Semana 11    |
| 8    | Elana Valenária    | Líder (Alan)                    | 51,09%             | Semana 10    |
| 9    | Danrley Ferreira   | Casa (3 votos)                  | 61,21%             | Semana 9     |
| 10   | Tereza Souza       | Líder (Rízia) / Paredão (6,23%) | 5 de 8 votos       | Semana 8     |
| 11   | Isabella Cecchi    | Líder (Elana)                   | 63,81%             | Semana 6     |
| 12   | Maycon Santos      | Líderes (Danrley e Elana)       | 55,72%             | Semana 5     |
| 13   | Diego Wantowsky    | Líderes (Danrley e Elana)       | 52,47%             | Semana 4     |
| 14   | Hana Khalil        | Líder (Carolina)                | 47,98%             | Semana 3     |
| 15   | Gustavo Soares     | Líder (Hana)                    | 78,94%             | Semana 2     |
| 16   | Vanderson Brito    | Expulso                         | Expulso            | Semana 2     |
| 17   | Vinicius Póvoa     | Prova de Imunidade              | 3,73%              | Semana 1     |

## Audiência
- Os dados são providos pelo IBOPE e se referem ao público da Grande São Paulo.

| Data de transmissão | SEG             | TER             | QUA             | QUI             | SEX             | SÁB             | DOM             | Média semanal |
| ------------------- | --------------- | --------------- | --------------- | --------------- | --------------- | --------------- | --------------- | ------------- |
| 15/01 a 20/01/2019  | —               | 22.5            | 21.0            | 23.4            | 21.5            | 18.9            | 13.6            | 20.1          |
| 21/01 a 27/01/2019  | 22.6            | 20.6            | 24.0            | 22.5            | 21.3            | 19.0            | 14.3            | 20.6          |
| 28/01 a 03/02/2019  | 24.8            | 21.1            | 23.0            | 22.1            | 22.4            | 19.3            | 15.9            | 21.2          |
| 04/02 a 10/02/2019  | 22.7            | 19.7            | 12.0            | 22.2            | 23.9            | 20.4            | 15.1            | 19.4          |
| 11/02 a 17/02/2019  | 22.6            | 21.1            | 12.8            | 20.7            | 20.5            | 20.7            | 14.2            | 18.9          |
| 18/02 a 24/02/2019  | 21.5            | 21.4            | 13.6            | 21.8            | 21.4            | 19.4            | 14.1            | 19.0          |
| 25/02 a 03/03/2019  | 22.3            | 20.4            | 11.6            | 21.2            | 25.3            | 21.2            | 14.9            | 19.6          |
| 04/03 a 10/03/2019  | 22.5            | 21.5            | 12.3            | 23.7            | 21.9            | 19.4            | 13.7            | 19.3          |
| 11/03 a 17/03/2019  | 23.4            | 22.5            | 14.6            | 22.8            | 23.8            | 19.5            | 14.4            | 20.1          |
| 18/03 a 24/03/2019  | 23.0            | 22.0            | 11.6            | 22.1            | 23.1            | 19.4            | 12.6            | 19.1          |
| 25/03 a 31/03/2019  | 23.7            | 22.4            | 14.4            | 22.8            | 21.8            | 19.7            | 14.1            | 19.8          |
| 01/04 a 07/04/2019  | 23.1            | 21.9            | 12.7            | 23.5            | 26.1            | 22.2            | 14.9            | 20.6          |
| 08/04 a 12/04/2019  | 24.6            | 24.0            | 12.7            | 27.9            | 25.1            | —               | —               | 22.8          |
| Média da edição     | Média da edição | Média da edição | Média da edição | Média da edição | Média da edição | Média da edição | Média da edição | 20.3          |

- Em 2019, cada ponto representou 73.0 mil domicílios ou 200.7 mil pessoas na Grande São Paulo.